# Liste des districts du Kerala
L'État du Kerala, en Inde, compte quatorze districts. Tous portent le même nom que leur ville principale, à l'exception du district de Wayanad. 

## Liste des districts
| Code | District           | Chef-lieu          | Population (2018) | Superficie (km²) | Densité 2018 |
| ---- | ------------------ | ------------------ | ----------------- | ---------------- | ------------ |
| TV   | Thiruvananthapuram | Thiruvananthapuram | 3 355 148         | 2 189            | 1 533        |
| KL   | Quilon             | Quilon             | 2 659 431         | 2 483            | 1 071        |
| PT   | Pathanamthitta     | Pathanamthitta     | 1 172 212         | 2 652            | 442          |
| AZ   | Alappuzha          | Alappuzha          | 2 146 033         | 1 415            | 1 517        |
| KT   | Kottayam           | Kottayam           | 1 983 573         | 2 206            | 899          |
| ID   | Idukki             | Painavu            | 1 093 156         | 4 356            | 251          |
| ER   | Ernakulam          | Kakkanad           | 3 427 659         | 3 063            | 1 119        |
| TS   | Thrissur           | Thrissur           | 3 243 170         | 3 027            | 1 071        |
| PL   | Palakkad           | Palakkad           | 2 952 254         | 4 482            | 659          |
| MA   | Malappuram         | Malappuram         | 4 494 998         | 3 554            | 1 340        |
| KZ   | Kozhikode          | Kozhikode          | 3 249 761         | 2 345            | 1 386        |
| WA   | Wayanad            | Kalpetta           | 846 637           | 2 130            | 397          |
| KN   | Cannanore          | Cannanore          | 2 615 266         | 2 961            | 883          |
| KS   | Kasaragod          | Kasaragod          | 1 390 894         | 1 989            | 699          |